# Jud Süß – Film ohne Gewissen
Jud Süß – Film ohne Gewissen ist eine Filmbiografie aus dem Jahr 2010 des deutschen Regisseurs Oskar Roehler. Die Hauptrollen sind mit Tobias Moretti und Martina Gedeck sowie Moritz Bleibtreu, Justus von Dohnányi und Armin Rohde besetzt.
Der Film handelt von der Entstehung des antisemitischen Propagandafilms Jud Süß und wurde am 18. Februar 2010 bei den 60. Filmfestspielen von Berlin uraufgeführt. Der reguläre Kinostart in Deutschland war am 23. September 2010, in Österreich einen Tag später.

## Handlung
Als es mit Ferdinand Marians Karriere Ende der 1930er Jahre bergauf geht, wird der österreichische Schauspieler vom Propaganda-Minister Joseph Goebbels persönlich für die Titelrolle in dem Spielfilm Jud Süß ausgesucht. Der Frauenheld lehnt das Angebot anfangs ab, erliegt dann aber der Versuchung einer schnellen Karriere. Während der Dreharbeiten unter dem Regisseur Veit Harlan beginnt sich Marian zu verändern, woraufhin es zum Streit mit seiner jüdischen Ehefrau Anna kommt. Jud Süß wird Anfang September 1940 auf den Filmfestspielen von Venedig uraufgeführt und startet wenige Tage später in den deutschen Kinos. Dort erreicht der antisemitische Propagandafilm ein Millionenpublikum, und Marian wird fortan mit der Rolle des bedrohlich wirkenden jüdischen Finanzbeamten Joseph Süß Oppenheimer identifiziert und erhält weitere Filmrollen.
Nach und nach lernt der nun im Deutschen Reich etablierte Filmschauspieler Ferdinand (Ferdl) Marian die Bedrohung hinter den Nationalsozialisten kennen, die viele seiner Berufskollegen ins Exil verschlägt. Der in Marians Gartenhaus versteckte, als Gärtner getarnte jüdische Schauspieler Wilhelm Adolf Deutscher wird von der Hausangestellten Britta, mit der Marian offensichtlich ein Techtelmechtel hatte, an deren Freund Lutz verraten. Marian flüchtet sich daraufhin in den Alkohol und betrügt seine Ehefrau mit der Tschechin Vlasta. Joseph Goebbels lässt daraufhin Anna deportieren, um die Kontrolle über den Schauspieler zurückzugewinnen. Dies hat aber den gegenteiligen Effekt.
Marian überlebt den Zweiten Weltkrieg, seine Schauspielarbeit darf er aber aufgrund seiner Mitwirkung in Jud Süß nicht wieder aufnehmen. Gleichzeitig muss er mitansehen, wie viele seiner Berufskollegen zu Unrecht rehabilitiert werden, darunter auch der Jud-Süß-Regisseur Veit Harlan. Später klärt der KZ-Überlebende Wilhelm Adolf Deutscher Marian über den Tod seiner Ehefrau Anna auf. Die Entdeckung, dass seine Geliebte Vlasta ihn mit einem US-Soldaten betrügt, führt zu Marians Zusammenbruch. Er steigt in seinen Wagen und begeht Selbstmord.

## Entstehungsgeschichte
Das Drehbuch des Films, dessen ursprünglicher Arbeitstitel Jud Süß! – Sympathie für den Teufel (beziehungsweise Jud Süß – Sympathie für den Teufel) lautete, erarbeitete Klaus Richter und basiert auf der Marian-Biografie Ich war Jud Süß von Friedrich Knilli. Das Drehbuch, das von Michael W. Esser und der Agentur Dramaworks entwickelt wurde, lag bereits Ende 2006 vor und sollte später von Oskar Roehler und Franz Novotny nachbearbeitet werden. Die Verpflichtung von Tobias Moretti, Martina Gedeck und Armin Rohde wurde Ende 2008 bekannt. Moretti hatte bereits 2005 in dem dreiteiligen Fernsehdrama Speer und Er die Rolle von Adolf Hitler bekleidet. Anfang Juli 2009 wurde bekannt, dass Moritz Bleibtreu die Rolle von Joseph Goebbels übernehmen würde. Roehler hatte sich bei der Besetzung des deutschen Schauspielers, den er als einen der größten deutschsprachigen Schauspieler verehrt, unter anderem gegen seine eigenen Produzenten durchgesetzt. „Er ist ein brillanter Komiker, er hat eine unglaubliche Tragik, er ist ein perfekter Imitator. Schauen Sie ihn drei Minuten als Goebbels an – und Sie haben komplett vergessen, wer das da spielt“, so Roehler.
Der Originalfilm darf in Deutschland nicht vertrieben werden und öffentliche Vorführungen sind nur mit einem begleitenden Kommentar und unter strengen Auflagen der Friedrich-Wilhelm-Murnau-Stiftung erlaubt. Roehler ließ deswegen zahlreiche Szenen aus Jud Süß nachdrehen. „Es gibt einige Szenen, die haben wir eins zu eins nachgestellt. Andere haben wir sogar digital in das Original hineinkopiert“, so der Filmregisseur. Eine der digital bearbeiteten Aufnahmen ist die Schlussszene von Jud Süß, in der der Hauptdarsteller Tobias Moretti als Titelfigur in einem Drahtkäfig gefangen um sein Leben fleht.
Für die Dreharbeiten des Films, der von der Filmstiftung Nordrhein-Westfalen gefördert wurde, waren in den MMC-Studios in Hürth-Efferen bei Köln, München und Venedig 40 Drehtage veranschlagt. Ab dem 23. Juli 2009 wurden die Dreharbeiten in Wien fortgesetzt, wo die alte Getreidebörse zum Berliner Reichsministerium für Volksaufklärung und Propaganda umfunktioniert wurde.

## Umgang mit historischen Fakten
In der Realität war Ferdinand Marian mit der Schauspielerin Maria Byk (bürgerlich Albertine Haschkowetz, geborene Annemarie Albertine Böck) verheiratet, im Film abweichend Anna Marian genannt. Entsprechend weicht auch die Rolle von der historischen Figur ab: Byk war keine „Halbjüdin“, sondern in erster Ehe mit dem jüdischen Regisseur Julius Gellner verheiratet und aus dieser Beziehung resultierend die Mutter einer „halbjüdischen“ Tochter. Abweichend vom Film wurde Byk nicht von den Nazis im Konzentrationslager ermordet, sondern starb im Jahr 1949 – also drei Jahre nach Ferdinand Marian. Im Prozess gegen Veit Harlan 1948 sagte sie zu dessen Gunsten aus.
Im Film begeht Ferdinand Marian Selbstmord, indem er seinen Wagen mit hohem Tempo gegen einen Baum lenkt. Zwar starb Marian tatsächlich in seinem zerschellten Wagen, aber es ist unklar, ob er Selbstmord beging oder aufgrund seiner Trunkenheit oder anderer Gründe die Kontrolle über seinen Wagen verlor.
Weiterhin verweist Harlan an einer Stelle im Film darauf, Feuchtwanger habe „den Roman geschrieben“. Dies war ihm jedoch zu dem Zeitpunkt gar nicht bekannt. An einer anderen Stelle, noch während der Produktion von Jud Süß, tritt kurz die Figur des Fritz Hippler auf. Er wird mit den Worten „Er hat den Film ‚Der ewige Jude‘ gedreht.“ vorgestellt. Der ewige Jude kam jedoch erst deutlich später als Jud Süß in die Kinos.
Ebenfalls nicht realitätsgetreu ist die Figur des jüdischen Schauspielers Wilhelm Adolf Deutscher, der im Film ein Freund Marians ist und mit dem er im Deutschen Theater in Othello (Deutscher als Othello) auf der Bühne gestanden haben soll. Dass Marian den Jago verkörpert hat, ist historisch richtig. Die Filmfigur Deutscher versammelt – symbolisch auch in der Kombination der drei Namensteile Wilhelm, Adolf und Deutscher – verschiedene Partner Marians und verschiedene Aspekte des „Deutschtums“. In der Aufführung des Othello 1939 im Deutschen Theater in Berlin verkörperte Ewald Balser den Othello.

## Rezeption

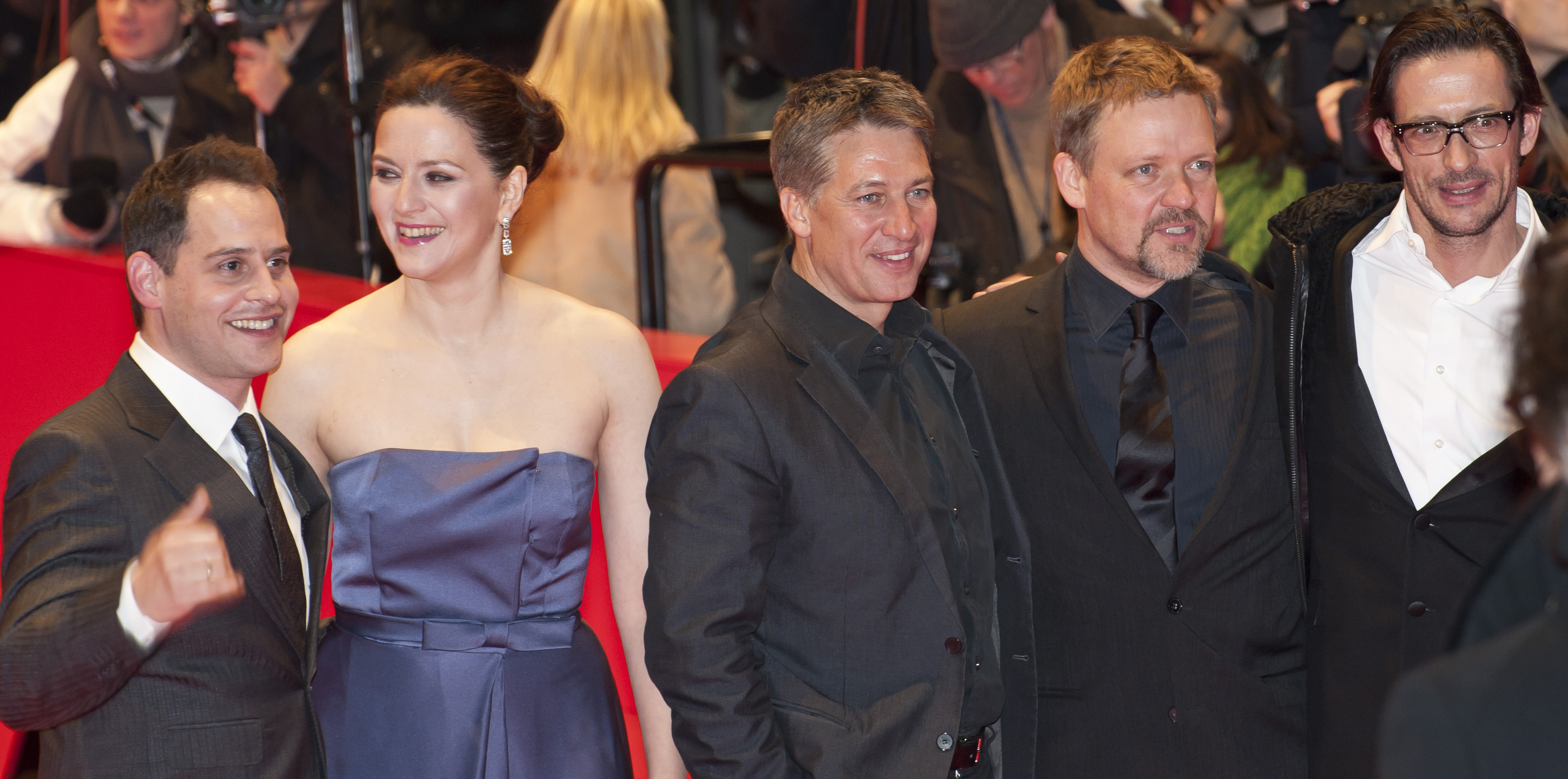
Moritz Bleibtreu, Martina Gedeck, Tobias Moretti, Justus von Dohnányi und Oskar Röhler (v. l. n. r.) bei der Premiere des Films auf der Berlinale 2010

Der Medienwissenschaftler und Jud-Süß-Experte Friedrich Knilli warf dem Film „Ungenauigkeiten und Fälschungen“ vor, die zur „Legendenbildung“ beitrügen. Roehler reagierte in der Sendung Kulturzeit auf 3sat auf Knillis Kritik u. a. mit „Who the fuck is Knilli?“.
Bei der Premiere auf der Berlinale 2010 erntete der Film in der Pressevorführung einige Buhrufe.
Im Kulturmagazin aspekte des ZDF wurde der Film als „unentschiedenes, überzeichnetes Melodram“ bezeichnet. Kritik erntete auch die Goebbels-Darstellung durch Moritz Bleibtreu („eine Knallcharge, wie übrigens alle Nazis in diesem Film“).
Einen Verriss gab es auch von Spiegel Online. Da heißt es, der Film funktioniere „miserabel als Melodram eines Verführten“, liefere „monierte Verfälschungen an der Biographie Marians“ und „statt der historisch genauen Analyse gibt es nur die Kolportage: Heißa, so wild trieb es die Reichshauptstadt!“
Auf critic.de bezeichnet Thorsten Funke den Film als „Seltsam leer“: „Es ist ein Film wie eine Titelgeschichte des Spiegel. Akkurat in den Details, zugleich mit seltsamer Faszination von seinem Gegenstand geplagt.“
Die Stuttgarter Zeitung hingegen lobte: „Tobias Moretti in der Rolle des Ferdinand Marian ist sensationell (…) eigentlich ist hier ein würdiger Anwärter auf den Schauspielerpreis am Samstag zu sehen. Auch sonst ist die Besetzung superb. (…) Vor dreißig Jahren hat Rainer Werner Fassbinder seine Melodramen zur bitteren deutschen Geschichte gedreht. Oskar Roehler ist ein würdiger Nachfolger.“
Auch die Münchner Abendzeitung fand positive Worte: „Aber der stets risikofreudige Roehler hat eben kein Biopic und keine Historiendoku gedreht. Hier geht es um Kino – saftiges, pralles, rückhaltlos unterhaltsames Kintopp. Ein echter Roehler-Film mit einem grandiosen Schauspieler-Team (allen voran Tobias Moretti und Moritz Bleibtreu), perfidem Humor, deftigem Sarkasmus und emotionaler Dichte in den stillen, gefährlichen Szenen.“
Laut Leipziger Volkszeitung, die zum Filmstart rezensierte: „Ein Skandalfilm? Kaum, aber der beste deutsche Film des Jahres.“
Cinema befand: „Eine beklemmende, brillant gespielte Studie über die Verführbarkeit des Einzelnen in einer diktatorischen Gesellschaft (…) unbedingt sehenswert: Eine packende Geschichtsstunde.“
Die TV Spielfilm urteilte „Geschmacklos und ärgerlich: Roehlers Untergang“, der Film sei „cineastisch und geschmacklich völlig missglückt“. Auszüge aus der Filmkritik: „Roehler sympathisiert sicher nicht mit kruder Nazi-Propaganda. Umso schlimmer, dass der Regisseur von Elementarteilchen und Die Unberührbare in seinem Film jedes, aber auch jedes der NS-Klischees über Juden bedient. (…) Der sonst so wunderbare Moritz Bleibtreu schmiert eine Goebbels-Persiflage hin, dass es einen schüttelt. (…) Roehler versagt auf ganzer Linie.“
Das Nachrichtenportal news.de lobte vor allem die schauspielerischen Leistungen. Auszüge aus der Kritik: „Wer gute deutsche Schauspielkunst genießen möchte, dem sei dieser Film ans Herz gelegt. (…) Tobias Moretti aber überstrahlt sie alle. (…) Moretti zieht alle Register und zeigt in diesem Film, was für ein großer Schauspieler er ist.“

## Auszeichnungen
Uraufführung hatte der Film im Wettbewerb der 60. Berlinale. Regisseur Oskar Roehler konkurrierte damit zum dritten Mal nach 2003 und 2006 um den Goldenen Bären.
Eingeladen war der Film auch zum Festival des deutschen Films in Ludwigshafen im Juni 2010. Moritz Bleibtreu erhielt dort den Preis für Schauspielkunst.
Bei der erstmaligen Verleihung des Österreichischen Filmpreises im Jahr 2011 folgten Nominierungen in den Kategorien Bester männlicher Darsteller (Moritz Bleibtreu und Tobias Moretti), Beste Maske und Bestes Szenenbild. Im selben Jahr waren Kostüme und Maske für den Deutschen Filmpreis nominiert.
Für die Kameraführung erhielt der Kameramann Carl-Friedrich Koschnick 2011 eine Romy.